# LST-13 (戦車揚陸艦)
LST-13 (USS LST-13)は、第二次世界大戦中にアメリカ海軍及びイギリス海軍が運用したLST-1級戦車揚陸艦である。

## 艦歴
LST-13は1942年9月1日にアメリカ・ペンシルバニア州ピッツバーグのドラヴォ・コーポレーションが起工し、1943年1月5日に進水した。しかしアメリカ海軍へは就役せず、4月3日にHM LST-13としてイギリス海軍へ就役した。5月18日にハリファックスから一般貨物とともに輸送船団SC 131でリバプールへ航行した。しかし5月26日、機関不良のためハリファックスへ引き返した。修理後輸送船団SC 132とともに出発し、6月11日にリバプールへ到着した。
数度の航海任務に従事したのち、1944年1月にHM FDT-13へと改称した。FDT-13は1944年6月6日から13日までノルマンディー上陸作戦へ参加し、連合国軍の為奔走した。
1946年2月27日にアメリカ海軍へと返還された。6月5日にアメリカ海軍から除籍され、1947年10月11日に売却された。